# Erik Lauritzen
Erik Lauritzen (født 17. februar 1960) i Blanskov, Sønderborg er en dansk politiker og lærer, der er borgmester i Sønderborg Kommune siden 2013.
Han er født i en landmandsfamilie og uddannede sig til landmand og var i mange år selvstændig landmand. Senere uddannede han sig til landbrugsteknolog og økonomikonsulent, før han i 2000 blev lærer ved Gråsten Landbrugsskole, hvor han underviste i økonomi. I alle årene har han været optaget af, og deltaget i det frivillige foreningsarbejde indenfor idræt og politik. Han bor nu sammen med sin hustru Bente Lauritzen i Blansskov, som han har tre børn med.

## Politisk karriere
Lauritzen blev valgt til kommunalbestyrelsen i Sundeved Kommune allerede i 2002. Siden 2007 har han været valgt som byrådsmedlem i Sønderborg Kommune som kandidat for Socialdemokratiet.
Efter Kommunalvalget 2013 blev han med 3629 personlige stemmer valgt som borgmester i Sønderborg Kommune, hvor han efterfulgte Aase Nyegaard på posten. Ved kommunalvalget 2017 blev han valgt med 8024 personlige genvalgt som borgmester. Hans byrådsgruppe består fra 2018 af 15 byrådsmedlemmer.